# عبد القادر محمد الكاف
عبد القادر محمد الكاف هو شاعر وملحن يمني. ولد عام 1952 في مدينة تريم في محافظة حضرموت. أكمل الثانوية ثم التحق بكلية التربية العليا بعدن. عمل مدرساً لمدة ثلاث سنوات، وعمل كذلك في وزارة الثقافة والسياحة. وهو ملحن يعزف على آلتي العود والكمان، وقد لحن معظم أشعاره. وهو عضو في اتحاد الأدباء والكتاب اليمنيين وفي اتحاد الفنانين اليمنيين. له ديوان شعر مطبوع «ربيع الهوى».